# صلیب اسقفی

صلیب اسقفی دارای دو میله متقابل است.

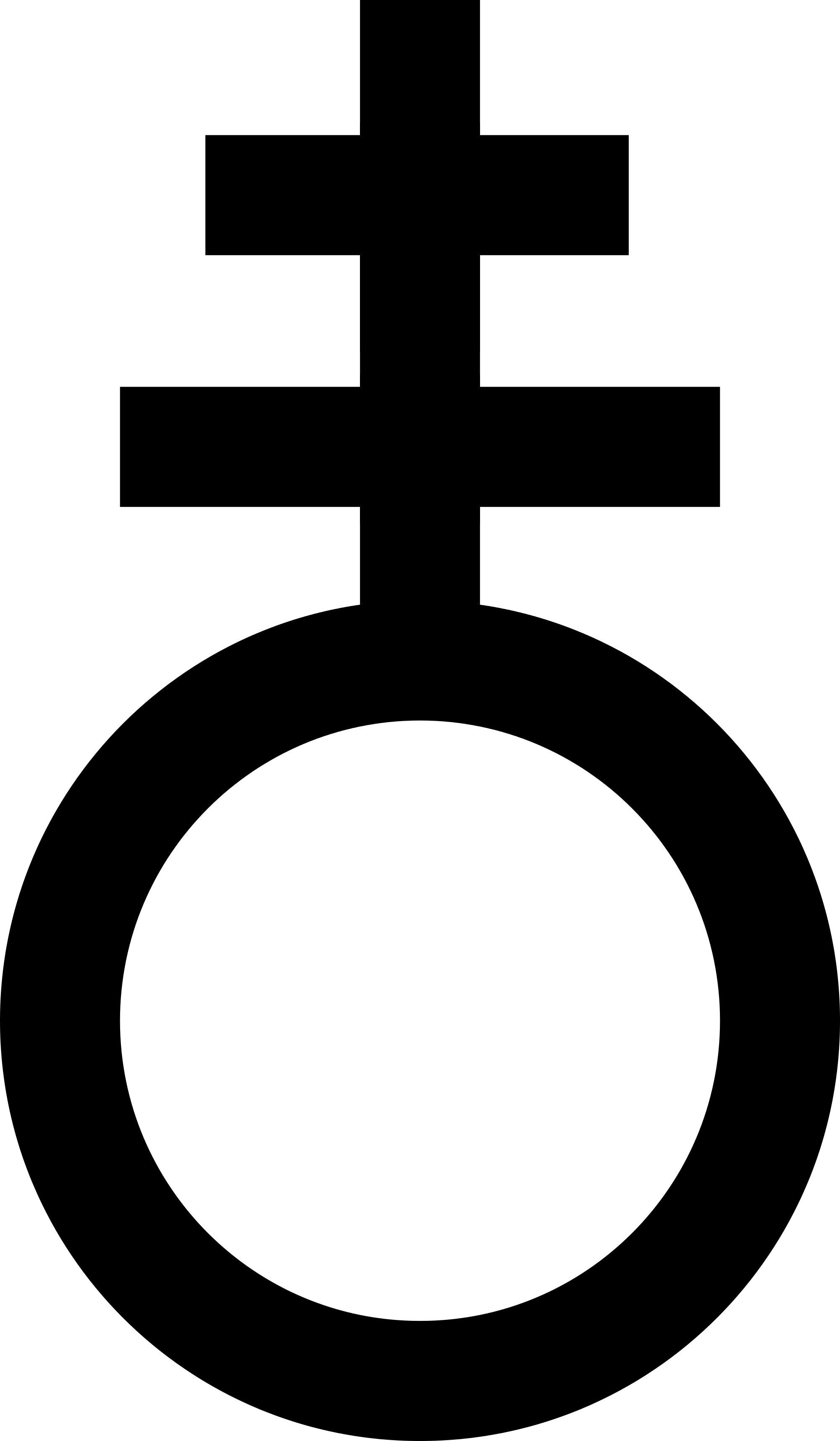
نماد اسقف اعظم

صلیب اسقف اعظم (صلیب اسقف اعظم) یک صلیب دو میله است صلیب دو میله‌ای است که توسط اسقف اعظم یا برای نشان دادن یا احترام به آن استفاده می‌شود. مشابه صلیب ایلخانی، معمولاً مانند عصا با دو صلیب میله‌ای در بالا و یک بازوی بسیار بلند به سمت پایین ساخته می‌شود.